# Alexander Hamilton
Alexander Hamilton, ameriški državnik, * 11. januar 1757, Nevis, Britanski Zahodnoindijski otoki, † 12. julij 1804, New York, ZDA.
Je eden od ustanovnih očetov ZDA. Sodeloval je pri nastajanju in sprejemu ameriške ustave, zasnoval je davčni in finančni sistem zvezne države, na noge postavil obalno stražo, ustanovil kasneje propadlo Federalistično stranko ter časnik The New York Post. Kot prvi finančni minister ZDA je bil glavni tvorec gospodarske politike vlade prvega predsednika Georga Washingtona. Z Jamesom Madisonom in Johnom Jayem je spisal vplivne Federalistične spise, ki so pripomogli k ratifikaciji ustave v zvezni državi New York in njeni uveljavitvi na celotnem ozemlju takratnih ZDA. 